# Моран-Солније N
Моран-Солније N (фр. Morane-Saulnier Type N) је француски ловац-извиђач који је производила фирма Моран-Солније (фр. Morane-Saulnier). Први лет авиона је извршен 1914. године. 

Највећа брзина у хоризонталном лету је износила 177 km/h. Размах крила је био 8,20 метара а дужина 5,85 метара. Маса празног авиона је износила 388 килограма а нормална полетна маса 660 килограма.

## Наоружање
| Наоружање авиона: Моран-Солније |                              |
| Ватрено (стрељачко) наоружање   |                              |
| Топ                             |                              |
| Митраљез                        |                              |
| Број и ознака митраљеза         | 1 Хочкис или Викерс или Луис |
| Калибар                         | 7,7 или 8                    |
| Бомбардерско наоружање (бомбе)  |                              |
| Ракетно наоружање (ракете)      |                              |